# Raquel Meller
Raquel Meller (Tarazona, 9 de marzo de 1888-Barcelona, 26 de julio de 1962), nacida Francisca Romana Marqués López, fue una cantante, cupletista y actriz de cine española de notable belleza. Durante las décadas de 1920 y 1930 fue la artista española de mayor éxito internacional. Estrenó famosas canciones como «La Violetera» de José Padilla. En el Teatro Bellas Artes de su ciudad natal, existe una sala-museo o exposición permanente sobre la cantante.

## Biografía
Hija de aragonés y de riojana, nació en la localidad zaragozana de Tarazona en el popular Barrio del Cinto. Su padre trabajaba como herrero en la llamada Venta de Baqueca, en tanto que su madre se empleaba en una tienda de ultramarinos. Pasa temporadas con sus abuelos maternos en Inestrillas y también con los paternos en Añón de Moncayo, donde también su abuelo había ejercido de herrero. Se crio en Francia al cuidado de una tía materna, religiosa clarisa, hasta que volvió a reunirse con su familia en el Pueblo Seco, barrio de la ciudad de Barcelona. En la capital catalana trabajó en un taller de confección. Fue por entonces cuando conoció a la entonces célebre cantante Marta Oliver, quien advirtió el talento vocal de la joven Paca. 

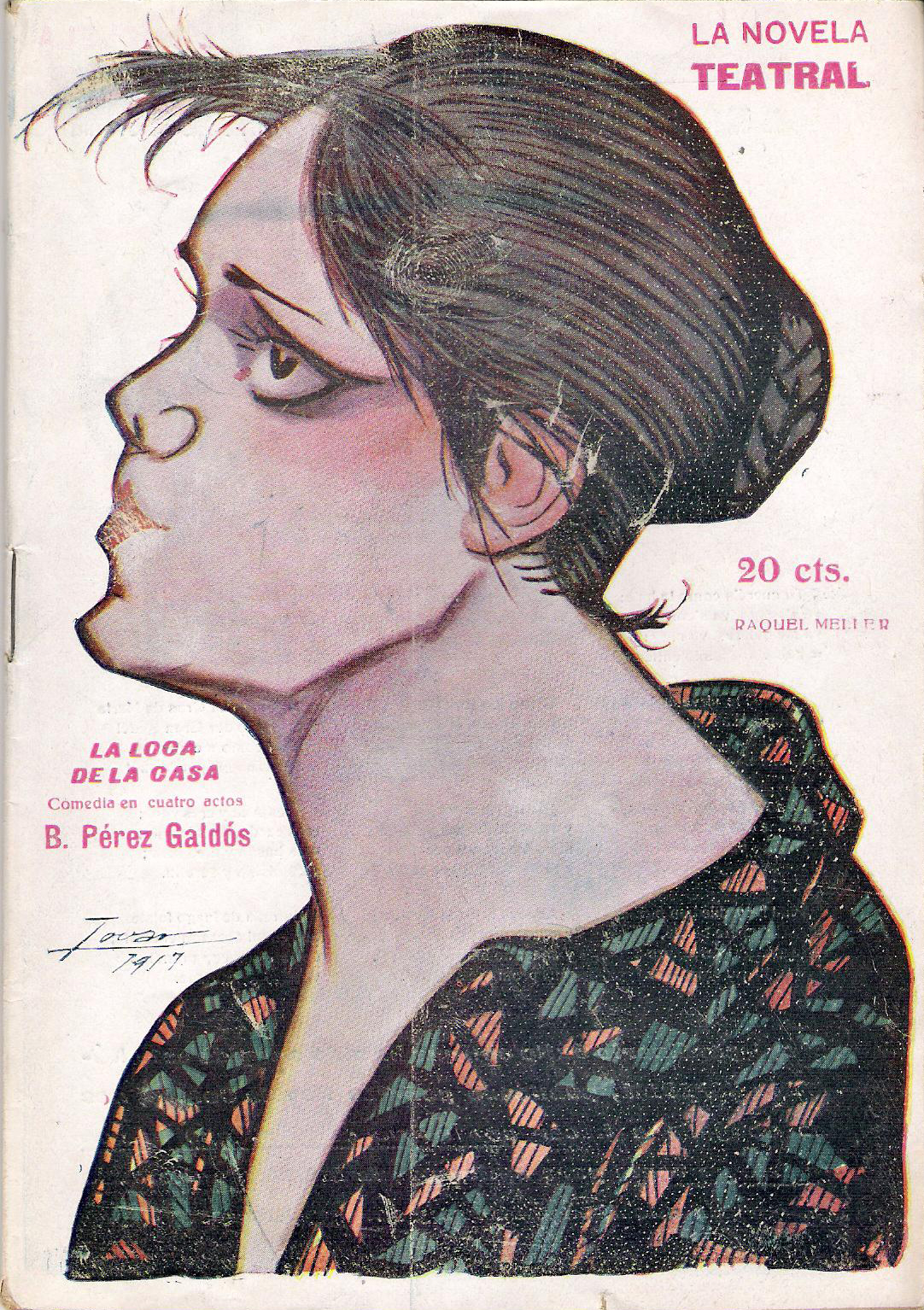
Caricaturizada por Tovar en La Novela Teatral (1917)

Bajo la tutela de Marta Oliver, Paca debutó en el salón La Gran Peña en febrero de 1908 bajo el nombre de La Bella Raquel. Poco después cambió definitivamente su nombre a Raquel Meller, con apellido de sonido alemán, al parecer en recuerdo de un amor de dicha nacionalidad. 
El 16 de septiembre de 1911 Raquel hizo su gran debut en el Teatro Arnau de Barcelona. Fue en esa época en donde cantó «La Violetera» y «El relicario», dos canciones compuestas por José Padilla que hizo muy famosas. Por esos años Raquel conoció al escritor y diplomático guatemalteco Enrique Gómez Carrillo en el Trianon Palace de Madrid, se casó con él en 1919, y el matrimonio se rompió en 1922. El mismo año, Raquel celebró sus primeros triunfos en París (Olympia), Argentina, Uruguay y Chile. En 1926 hizo una gran gira por los Estados Unidos, recorriendo Nueva York, Filadelfia, Chicago, Boston, Baltimore y Los Ángeles. 
Hacia 1930 Raquel Meller atrajo la atención de Charlie Chaplin, quien le ofreció interpretar un papel principal en su película Luces de la ciudad que no pudo aceptar por contratos de exclusividad ya firmados sin embargo, incorporó la melodía de la canción «La Violetera» de José Padilla como tema principal en esta película, omitiendo la autoría del maestro.Y también se le ofreció el papel de Josefina de Beauharnais en la película sobre Napoleón que no llegó a filmar.  

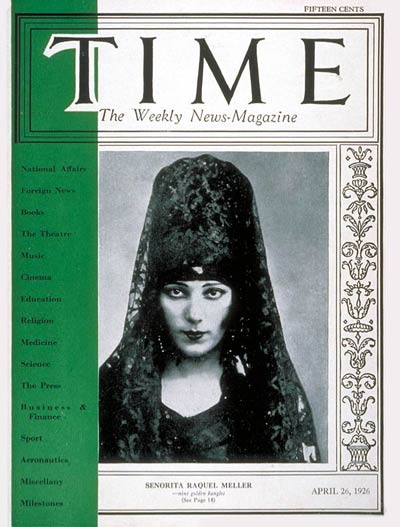
Portada de la revista Time en abril de 1926.

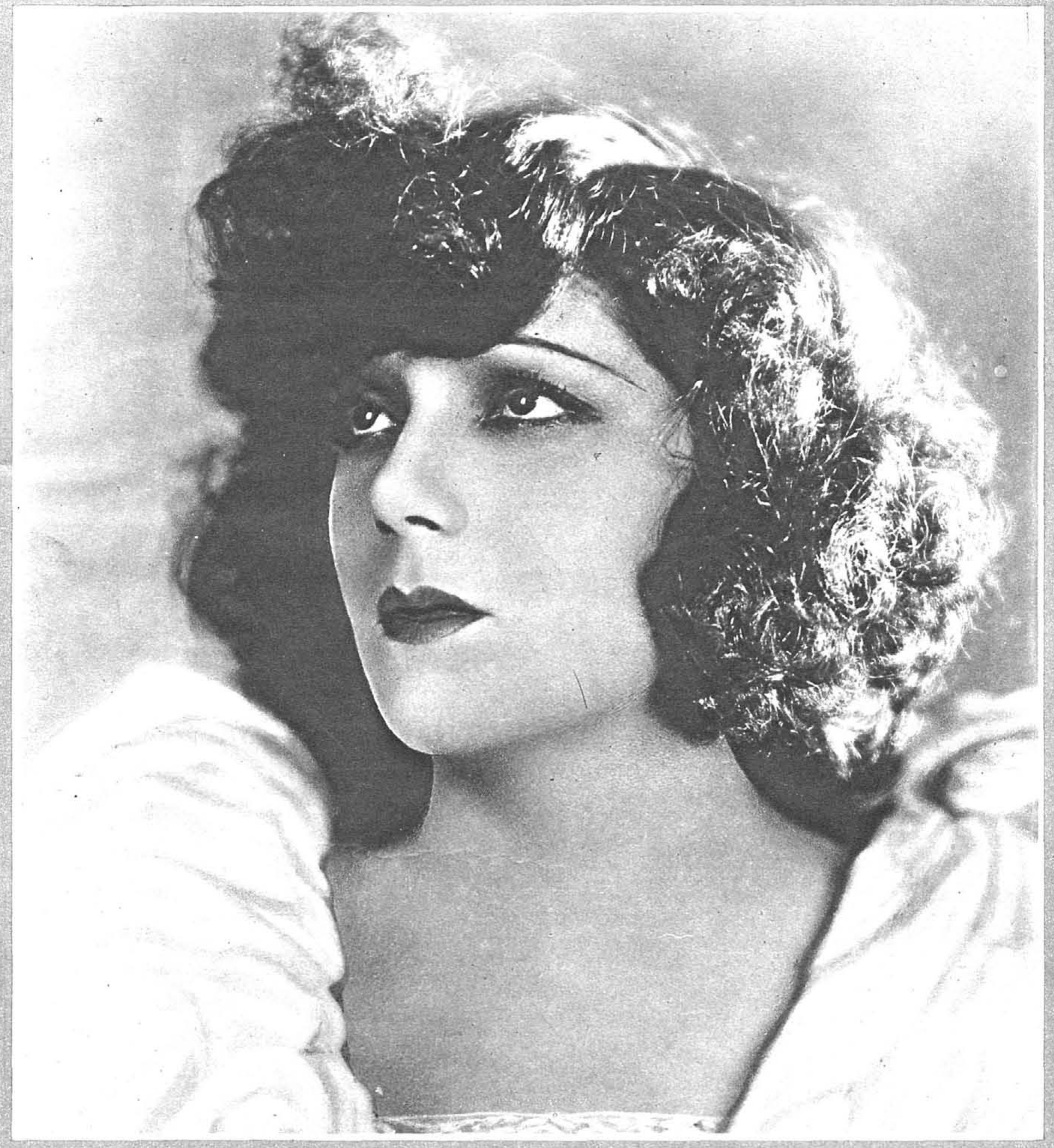
Raquel Meller hacia 1928

En 1922 Raquel Meller dio un primer paso en su carrera cinematográfica. Entre sus grandes éxitos se encuentran Violetas imperiales (1923) y Carmen (1926), aún en el cine mudo. En 1932 rodó una segunda versión de Violetas imperiales para el cine sonoro, y en 1936 comenzó con el rodaje de Lola Triana, cuya producción fue interrumpida por la guerra civil española. 
En los años treinta Raquel residió en Francia, disfrutando de su celebridad. Superó en popularidad e ingresos durante varios años a estrellas como Carlos Gardel y Maurice Chevalier.
Su voz, belleza, elegancia, grandes ojos negros y su talento como cupletista le garantizaban el estrellato. Admiradores como la propia Sarah Bernhardt la llamaron «genio». Antes de que ella apareciera en escena, los cuplés se veían como canciones de género ínfimo. Las interpretaciones de Raquel Meller dieron al cuplé un aceptable nivel social. Interpretó obras de la compositora Cándida Pérez Martínez.
La guerra civil española y la Segunda Guerra Mundial provocaron un cambio abrupto en su carrera. En 1937 viajó a Argentina, donde permaneció hasta 1939. Después de la Guerra Civil volvió a Barcelona, logrando de nuevo la popularidad con la obra teatral de José Padilla La Violetera en 1940. En Barcelona se casó por segunda vez con el empresario francés Edmond Saiac, se divorciaron en 1943.

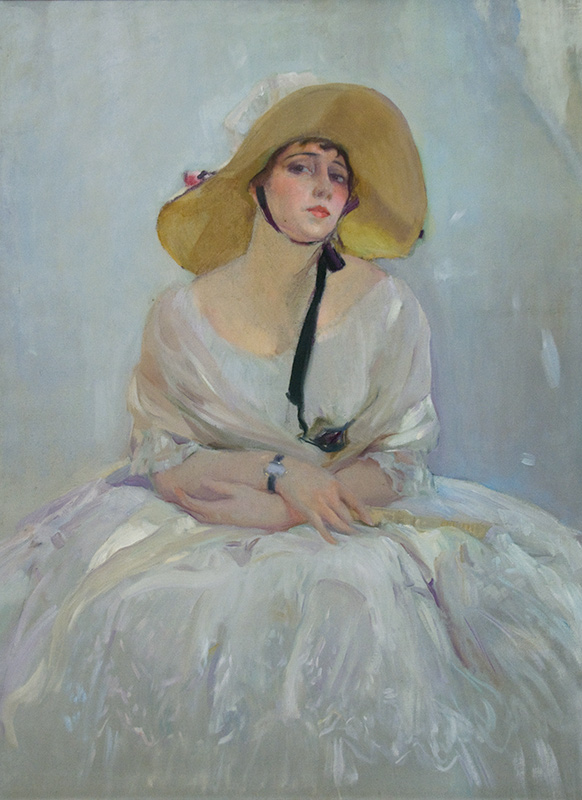
Raquel Meller en un retrato de Joaquín Sorolla (1918)
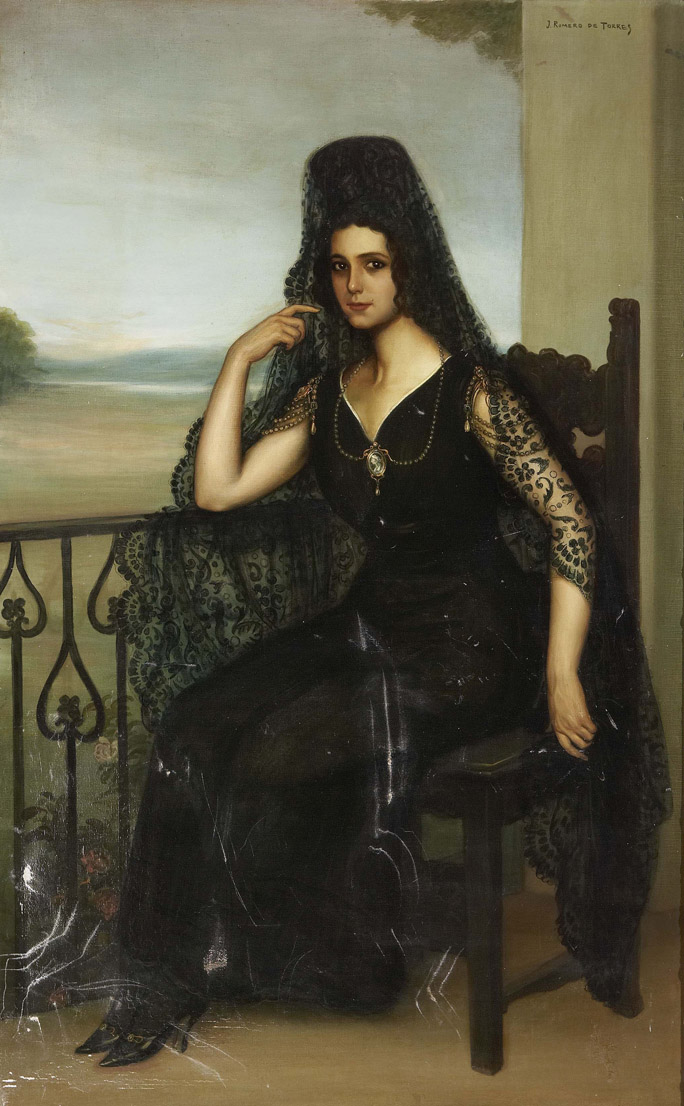
Retrato de Raquel Meller con mantilla (1910), por Julio Romero de Torres.
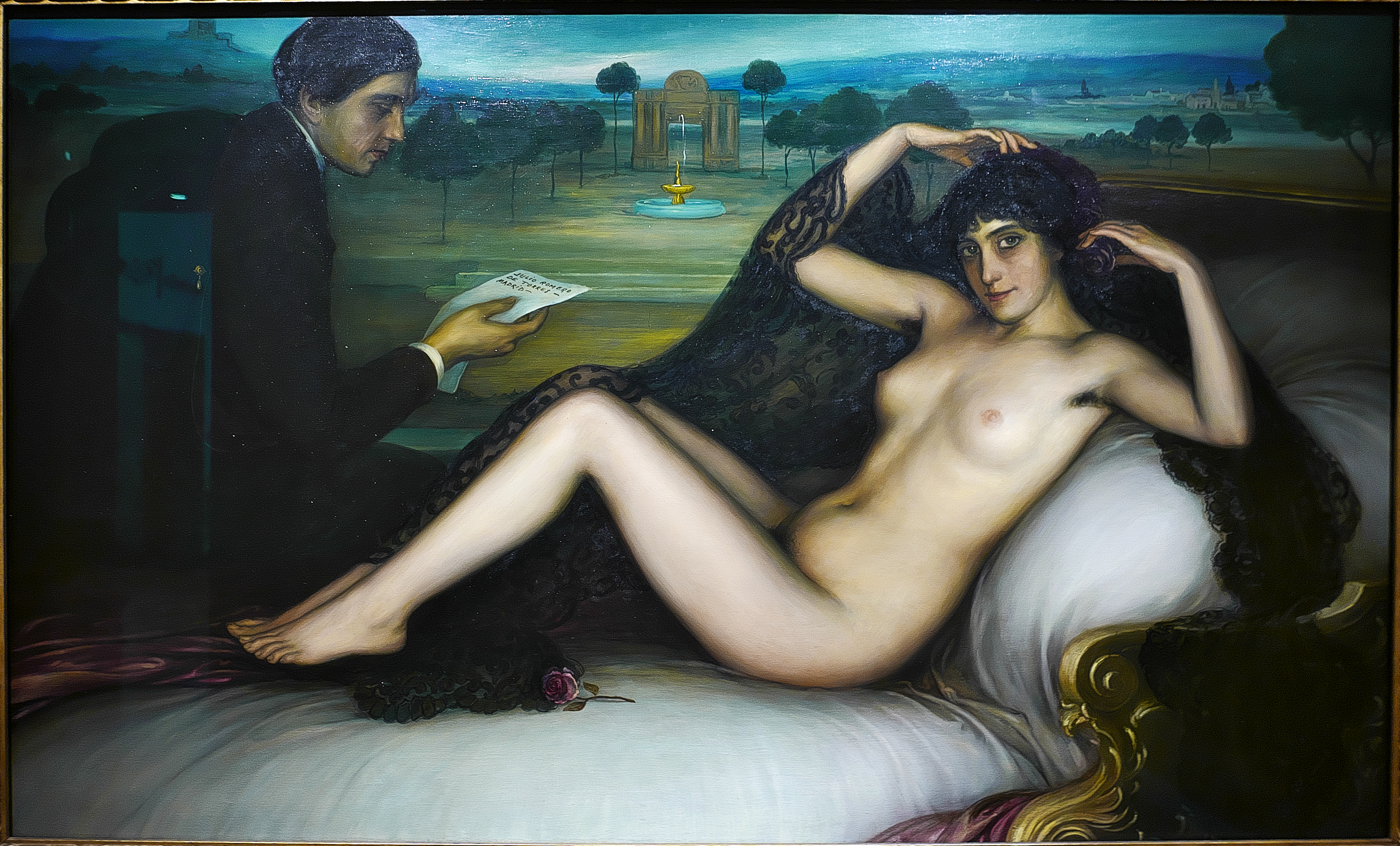
Raquel Meller desnuda protagoniza el cuadro Venus de la poesía (1913), de Julio Romero de Torres. A la izquierda, su pareja, el poeta Enrique Gómez Carrillo.

## Últimos años en el olvido
Durante los años siguientes, poco a poco, Raquel Meller se quedó sola y medio olvidada en Barcelona. Poco después del estreno de las películas El último cuplé (1957) y La violetera (1958) con Sara Montiel, en donde se cantaron los éxitos de su tiempo de gloria, Raquel trató de recuperar su fama de estrella, pero fracasó, ya que pocos se acordaban de ella. Nunca tuvo hijos propios, pero adoptó a dos: Elena y Jordi.
En 1962, después de algún tiempo alejada del espectáculo, sufrió una caída que agravó su enfermedad coronaria. El 26 de julio de 1962 falleció en el Hospital de la Cruz Roja de Barcelona acompañada de su hijo y de la presidenta del hospital, Pilar de Lacambre, gran amiga de la artista. El entierro, en el cementerio de Montjuic de Barcelona, fue 
multitudinario y toda la prensa se hizo eco de la sensible pérdida.

## Éxitos musicales
Entre sus éxitos musicales, pueden destacarse:
- 1911. La gitanilla
- 1912. La modistilla
- 1914. El látigo
- 1916. El liberal
- 1917. Flor de té
- 1917. El relicario
- 1918. La peliculera
- 1918. La violetera
- 1919. Mariana
- 1919. Paca, la Madriles
- 1919. Acuérdate de mí
- 1919. La farándula pasa
- 1920. Ven y ven
- 1921. Tus besos
- 1921. La mariposita
- 1921. Bajo los puentes del Sena
- 1923. Violetas imperiales
- 1923. La boba de Coria
- 1924. Doña Mariquita
- 1925. Maldito tango
- 1925. Cielito lindo
- 1926. La mujer del torero
- 1926. Flor del mal
- 1926. La tarde del Corpus
- 1926. Carmen
- 1927. Soy de Madrid
- 1927. Los claveles de Sevilla
- 1929. Lagartanera
- 1929. Canastilla de flores
- 1930. Oh, señorita
- 1931. Ay, Cipriano
- 1933. Clavelito de Genil
- 1944. Duérmete, mi clavel

## Filmografía
- Los arlequines de seda y oro (Ricardo de Baños, 1919), refundido más tarde bajo el título de La gitana blanca.
- Rosa de Flandes (Henry Roussell, 1922).
- Violetas imperiales (Henry Roussell, 1923).
- La tierra prometida (Henry Roussell, 1924).
- Ronda de noche (Marcel Silver, 1925).
- Nocturno (Marcel Silver, 1926).
- Carmen (Jacques Feyder, 1926).
- La Venenosa (Roger Lion, 1928).
- Tarde de Corpus, La mujer del torero, Flor del mal y El noi de la mare (1926) películas grabadas en un rollo sobre seis canciones para Fox Movietone.
- Violetas imperiales (Henry Roussell, 1932), versión hablada.
- Lola Triana (inacabada, 1936).[3]